# Evangelický kostel (Pribylina)
Evangelický kostel v Pribylině byl postaven v roce 1902. Postaven je v neorománském stylu.

## Historie
Kostel byl postaven na místě původního dřevěného evangelického kostela z roku 1806.
- 1923- osazení zvonu[1] z dílny Manoušek a spol.
- 1927- oprava střechy
- 1960- oprava věže
- 1967- oprava věže

## Architektura
Kostel je postaven v neorománském stylu podle projektu architekta Milana Michala Harminca. Byl tu poprvé použit rabicový systém pro závěsnou gotizujicí klenbu.

## Faráři
V církevním sboru od výstavby kostela sloužili tito faráři:
- 1873 – 1906 Jozef Inštitoris
- 1906 – 1910 Michal Bázlik
- 1910 – 1912 Ján Lajčiak
- 1913 – 1922 Martin Rázus
- 1923 – 1927 Karol Sutor
- 1927 – 1934 Ľudovít Šefranko
- 1935 – 1986 Emil Janotka
- 1986 – 2014 Zlatica Adameová

## Užitečné informace
Služby Boží se konají každou neděli v 10:00 a 14:00.
Kontakt na farní úřad v Pribylině přes ECAV

## Galerie

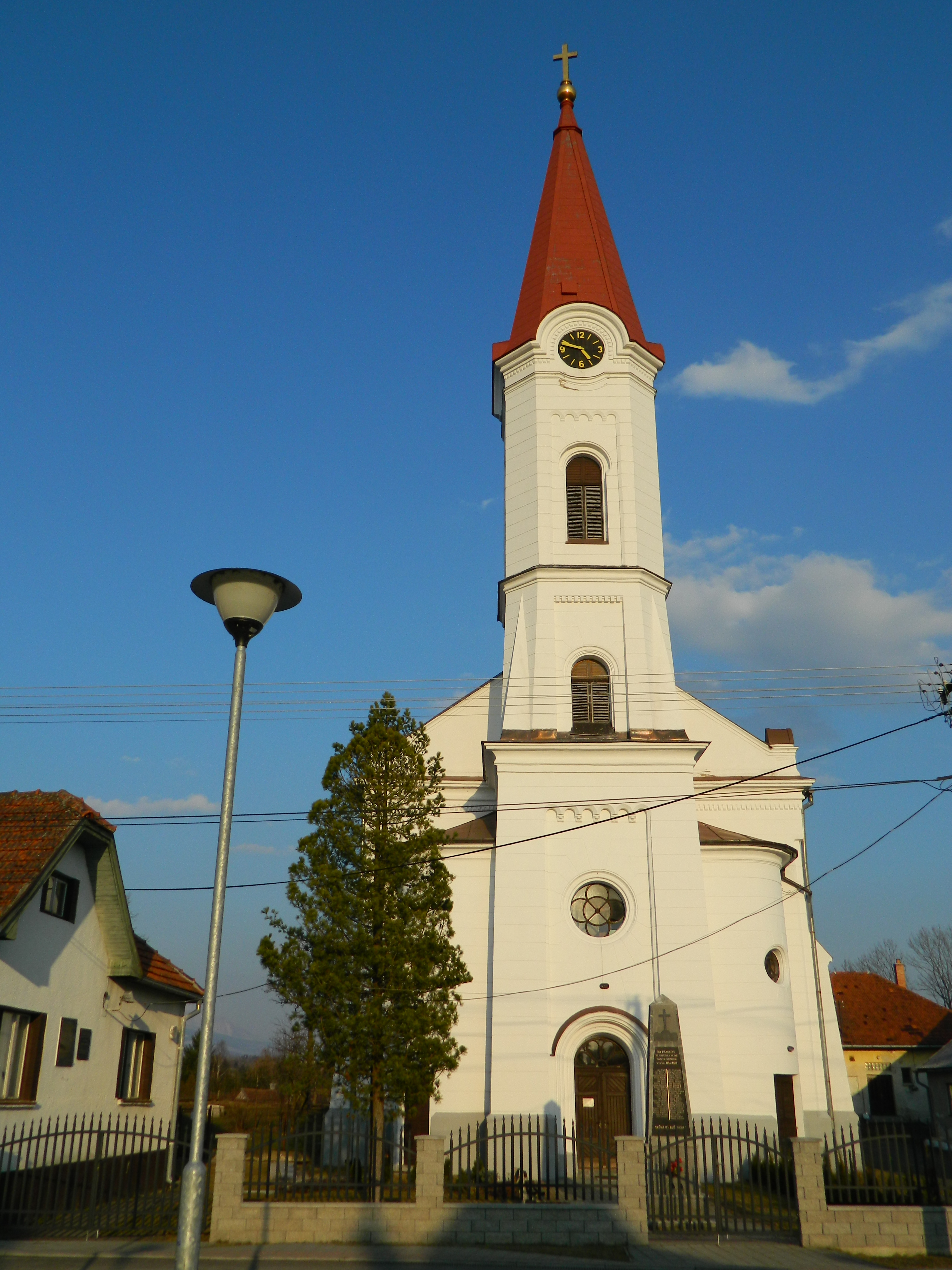
Evangelický kostel
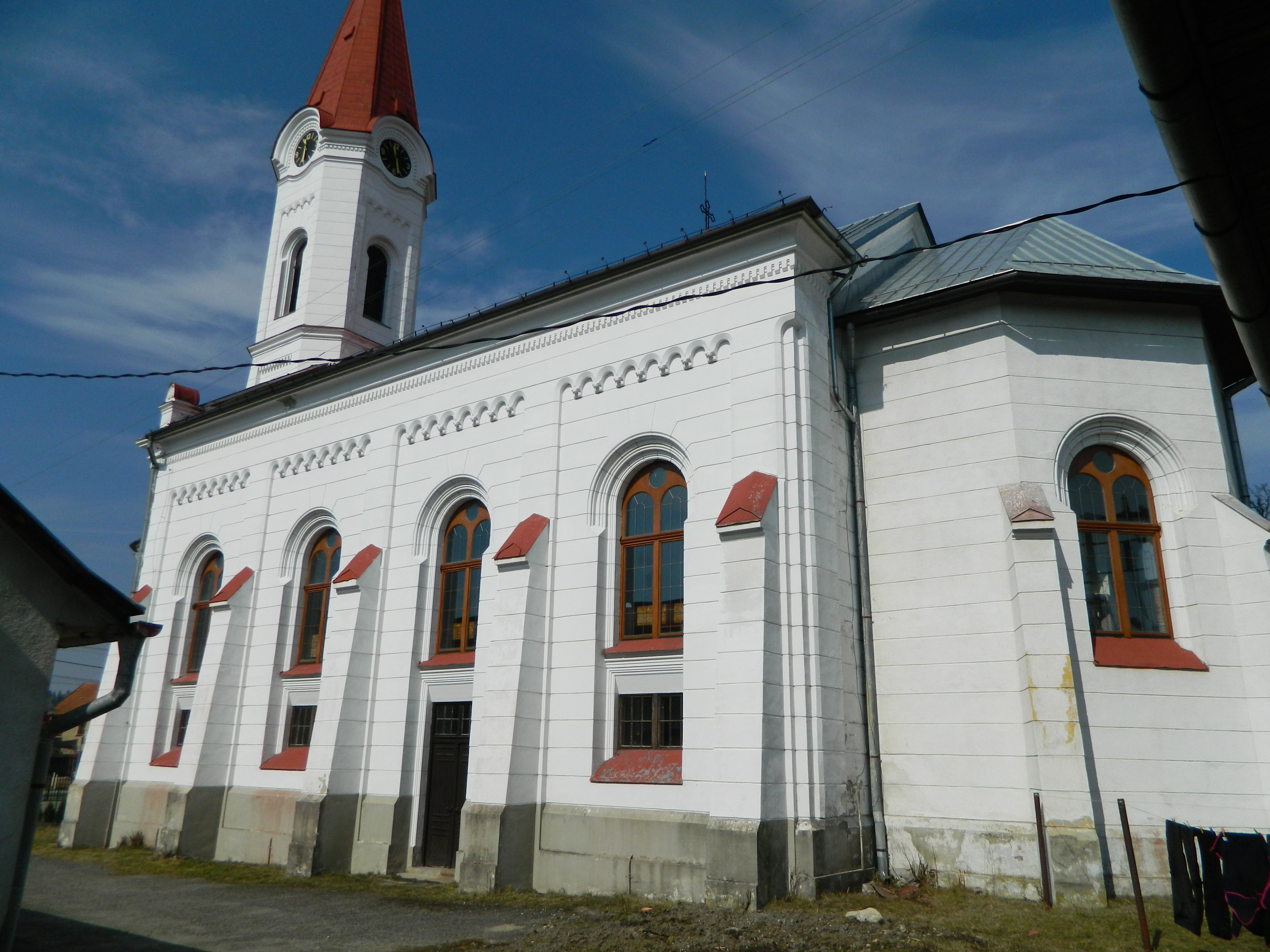
Evangelický kostel pohlead zboku
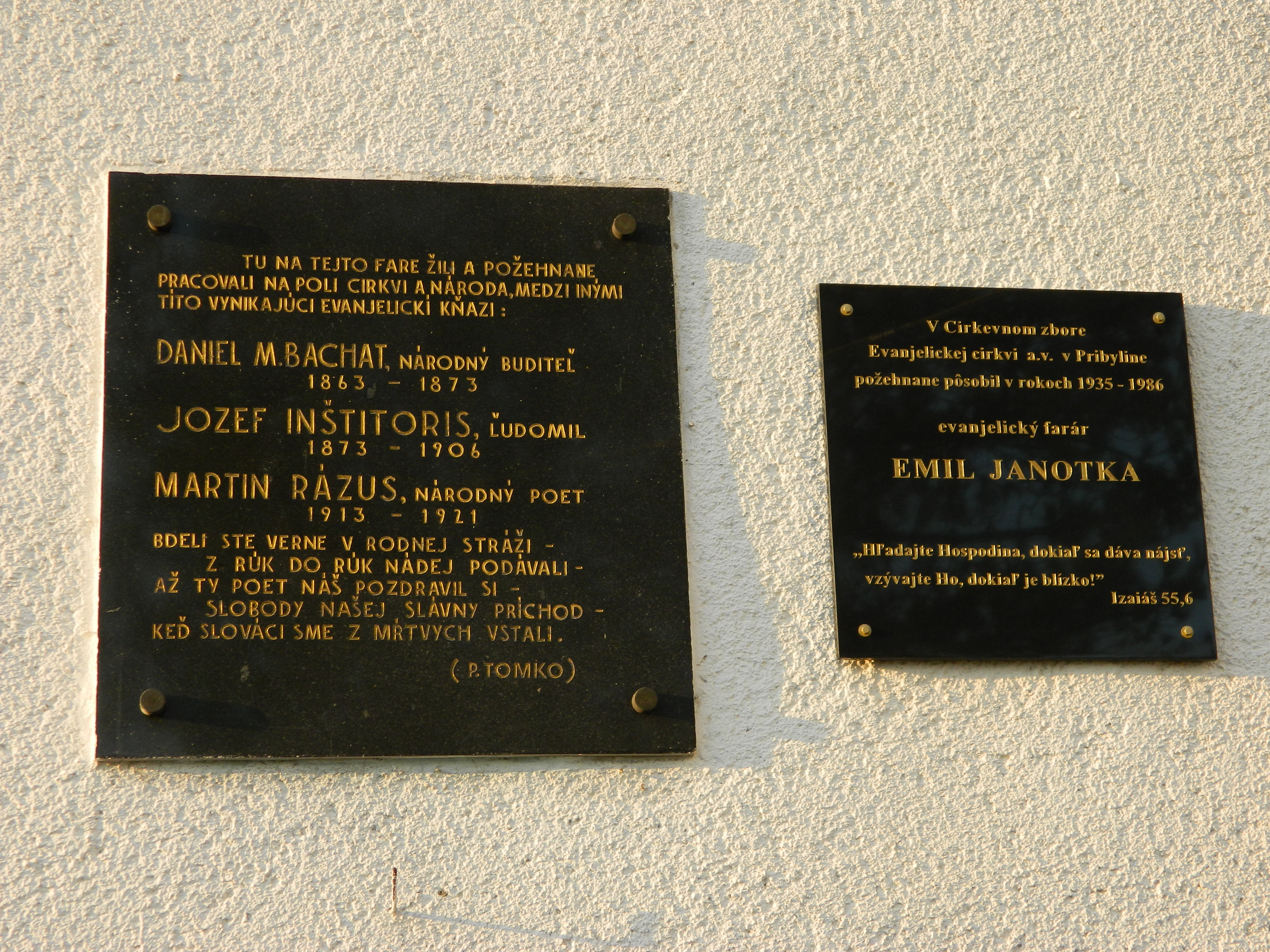
Památné tabule na evangelické faře
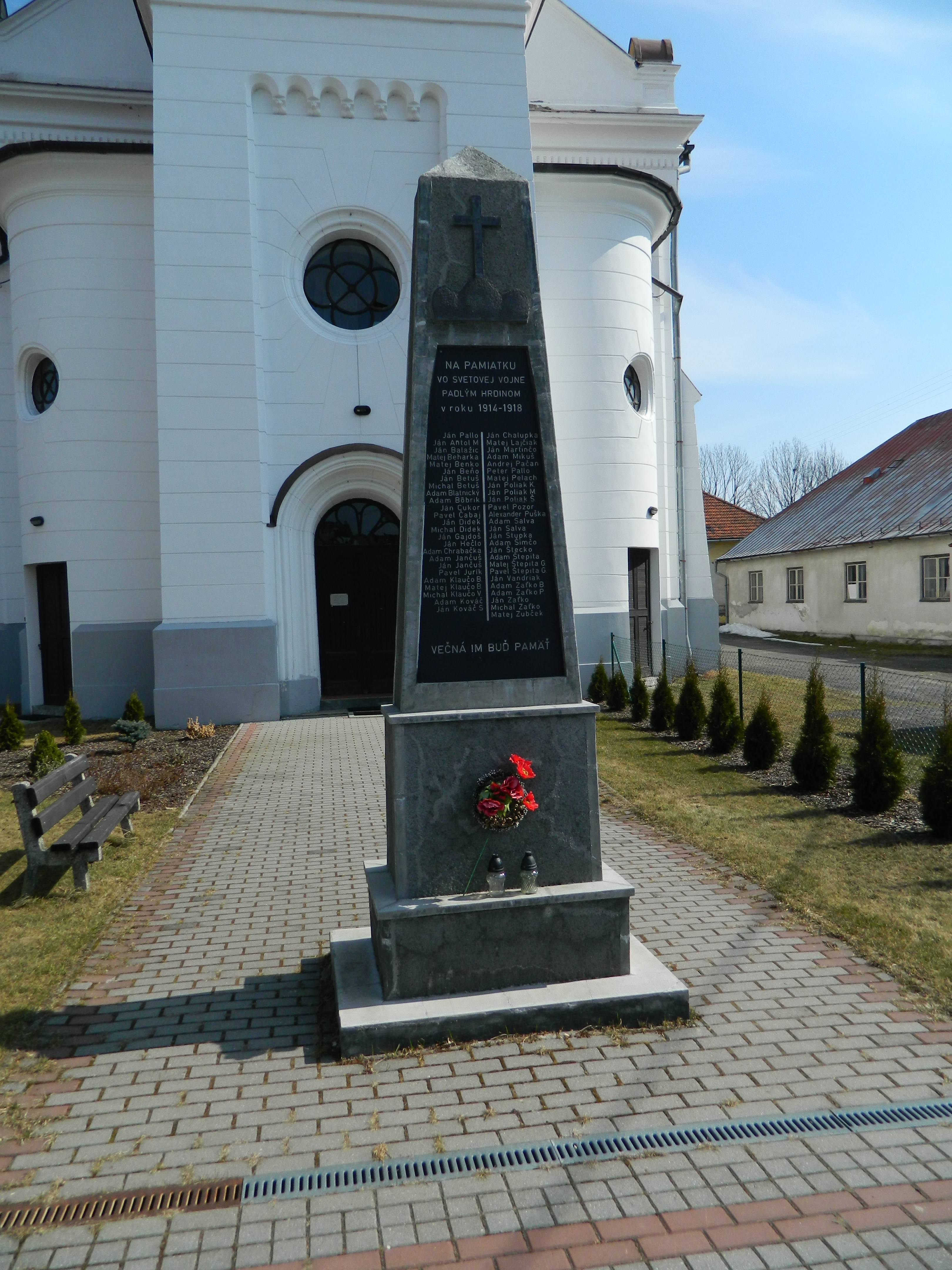
Památník obětem I. světové války před kostelem